# Ceylanoglaucytes
Ceylanoglaucytes är ett släkte av skalbaggar. Ceylanoglaucytes ingår i familjen långhorningar.
Kladogram enligt Catalogue of Life:
| Ceylanoglaucytes | \| \| Ceylanoglaucytes kratzii \| \| \| \| \| \| Ceylanoglaucytes moesta \| \| \| \| |
|                  | \| \| Ceylanoglaucytes kratzii \| \| \| \| \| \| Ceylanoglaucytes moesta \| \| \| \| |
|                  | Ceylanoglaucytes kratzii                                                             |
|                  |                                                                                      |
|                  | Ceylanoglaucytes moesta                                                              |
|                  |                                                                                      |